# Voicemail
Voicemail is een vorm van dienstverlening ter vervanging van een persoonlijk antwoordapparaat. Technisch gezien bevindt de voorziening zich op een platform in een vast of mobiel telefonienetwerk.
Telefoontjes die door de opgeroepen persoon niet worden aangenomen, worden doorgeschakeld naar het voicemailplatform, waarna er door de beller een bericht achtergelaten kan worden. Op een later moment kan de gebelde het achtergelaten bericht alsnog beluisteren.
Systemen om te weten dat een bericht is achtergelaten zijn een apart apparaatje (voicemailmelder) en een sms. Ook kan men naar het voicemailnummer bellen om te horen of er nieuwe berichten zijn. Het bericht kan ook digitaal verstuurd worden door de telefoonaanbieder via e-mail of WhatsApp of naar een website als audiobestand.

## Variant
Een variant van voicemail is Visual voicemail waarbij voicemail te bekijken is met behulp van een visuele interface. 